# 마종기
마종기(馬鍾基, 1939년 1월 17일~)는 대한민국의 시인, 소설가, 영상의학과 의사, 대학 교수이다. 본관은 목천(木川)이다. 한때 1963년 3월에서부터 1969년 3월까지 6년간 공군 군의관 군의무장교 공중보건의 복무하였다.

## 생애
1939년 1월 17일 일본 도쿄에서 출생하여 지난날 한때 일본 교토에서 잠시 유아기를 보낸 적이 있으며 일본 도쿄에서 소학교 1학년에 다니던 중 1945년 일본국 패망 및 조선국 광복이 도래하자 이듬해 소학교 2학년 시절이던 1946년 9월에 부모와 함께 미 군정 조선 서울(현재 대한민국 서울특별시)에 귀국하였으며 서울아현국민학교 2학년에 편입하였다. 아버지는 아동문학가 마해송(馬海松)이며, 어머니는 한국최초 여성 서양무용가이자 이화여대 무용과를 창설한 무용가 박외선(朴外仙)이다.부모로부터 예술적 자질을 물려받은 그는 어린 시절부터 시쓰기를 좋아했고 중학생 시절에는 이미 당대 ‘학원’ 문단에서 상당한 주목을 받았다. 서울고등학교, 연세대학교 의과대학, 서울대학교 의과대학원을 나왔다. 1957년 연세대학교 의과대학에 입학한 그는, 연세대학교 의과대학 재학 당시 시절이던 1959년, 시 ｢해부학 교실｣ 등의 작품으로 박두진 시인의 추천을 받아 『현대문학』을 통해 등단했으며 1960년에는 첫 시집 『조용한 개선』을 상자했다. 그리고 이 시집으로 연세대학교 제정 제1회 ‘연세문학상’을 수상했다. 이 즈음 마종기는 프로테스탄트를 이탈하여 가톨릭에 입교한다. 1963년에는 연세대학교 의과대학을 나오고 공군 중위로 임관하는데 이때 후일 오랜 친교를 나눌 정현종 시인과 교유한다. 1964년 서울대학교 의과대학원에 입학. 시동인 모임 〈시단〉에 가입한다. 동인으로는 문덕수, 신동엽, 이형기 등이 있다. 1965년에는 ‘재경 문인 한일 회담 반대 서명’에 참여한 것으로 인해 공군 방첩대에 체포되어 10일간 구류에 처해진다. 이후 1966년 그는 서울대학교 의과대학원에서 석사 학위를 받고 박사 과정에 입학하지만 공군 군의관 대위 만기 제대 직후 도미한다. 도미 이후 그는 미국 오하이오주 데이턴 시의 마이애미 밸리 병원 인턴으로 취직하며 의사로서의 경력을 이어간다. 이후 오하이오 의과대학 방사선과 조교수 겸 방사선 동위원소 실장, 오하이오 의대 소아과 임상 정교수 등을 지냈으며 오하이오 아동병원 초대 부원장 겸 방사선과 과장을 역임했다. 특히 1975년에는 오하이오 의과대학 졸업생 대표로부터 이 해 최고의 교수상(골든 애플상)을 받는데 이는 조교수급 동양인으로서는 첫 수상이었다.
도미 이후에도 1968년에는 김영태, 황동규와 함께 3인 시집 『평균율 1』을, 1972년에는 『평균율 2』를 출간하는 등 꾸준히 창작활동을 했으며 이후에도 2010년 출간된 『하늘의 맨살』에 이르기까지 한국에서 계속해서 문제적 시집을 출간하면서 이수문학상, 현대문학상, 박두진문학상 등을 수상했다. 2002년 3월, 의사 생활을 은퇴한 뒤에는 매년 봄과 가을, 한국을 방문하면서 연세대학교 초빙교수, 서울가톨릭대학교 초빙교수 등으로서 강의를 하고 시집과 에세이집을 출간하는 등 아직 문단의 현역으로 활발한 활동을 전개하고 있다.

## 작품 세계
마종기의 초기 시세계는 수련의로서 지니는 예민한 죽음 의식과 그로부터 비롯된 삶과 사물에 대한 철학적 사유를 특징으로 한다. 1966년 발표된 첫 시집 『조용한 개선』 에 실린 「해부학 교실 1」과 「해부학 교실 2」는 이를 특징적으로 보여준다. 나아가 1965년 발표된 두 번째 시집 『두 번째 겨울』에 실린 「정신과 병동」은 정신과 병동 환자의 눈을 통해 삶의 쓸쓸함을 노래한 것으로 이 작품은 마종기의 시세계 전반에 걸쳐 드러나는 인간에 대한 따뜻한 공감의 시선을 단적으로 보여준다.
도미 이후 마종기의 작품 세계에는 의사로서의 체험과 디아스포라 체험이 창작의 근간으로 놓여 있다. 도미 이후 발표된 그의 작품들에는 난해한 용어나 개념어들이 자주 등장하지 않지만 쉬운 언어를 통해서도 고통받는 인간을 대하며 느끼는 것들과 그로부터 비롯되는 따뜻한 사유는 독자에게 무리없이 전달된다. 네 번째 시집 『안 보이는 사랑의 나라』와 다섯 번째 시집 『모여서 사는 것이 어디 갈대 뿐이랴』는 모국을 떠나 생활하는 전문의가 경험에 기초한 관찰을 통해 삶과 사물을 따스하게 감싸 안는 시선이 눈에 띄는 시집이다. 나아가 다섯 번째 시집 역시 타인의 고통에 대해 숙고하는 이의 목소리를 담고 있는데 이 시집의 해설에서 김현은 이에 대해 “나는 편안하게 살고 있다; 그러나 다른 사람들은 고통스럽게 살고 있다; 나는 그들의 고통에 대해 아무 말도 하지 않을 수 없다라는 마종기 특유의 인식이 연대의식 혹은 공동체 의식의 소산이라고 설명하고 있다.
여섯 번째 시집 『그 나라 하늘 빛』에서 존재론적 깊이에 대한 성찰에까지 이르는 마종기의 시선은 이제 타인의 고통과 이산(離散)의 정조를 구체성과 보편성의 문제로 확장시키는 단계에 접어든다. 그 결과 2010년 출간된 『하늘의 맨살』에 이르러서는 “상처와 치유, 순박함과 경건함, 내부와 외부로의 귀환마저 모두 전사(前事)”로 간주하고 이를 동시대의 보편적 체험으로 끌어올리는 경지를 보여준다. 「디아스포라의 황혼」과 현대문학상 수상작인 「파타고니아의 양」 같은 작품은 이산의 비애에 따른 개별적 상처를 넘어서서 삶과 죽음에 대한 유장한 사유에 이르게 되는 과정을 잘 보여준다.

## 학력
- 서울고등학교 졸업
- 연세대학교 의과대학 의학사(방사선과 전공)
- 서울대학교 의과대학원 의학석사·의학박사

## 경력
- 연세대학교 의과대학 초빙교수
- 미국 톨레도 아동병원 방사선과 과장
- 미국 톨레도 아동병원 초대 부원장
- 미국 오하이오주립대학교 의과대학 소아과, 방사선과 임상 정교수
- 미국 오하이오주립대학교 방사선과 동위원소실 실장
- 미국 오하이오주립대학교 의과대학 방사선과 조교수

## 수상경력
- 1961년 제1회 ‘연세문학상’[8]
- 1976년 한국문학작가상
- 1989년 미주문학상
- 1997년 제9회 이산문학상
- 1997년 제7회 편운문학상
- 2003년 제16회 동서문학상
- 2009년 현대문학상[9]
- 2011년 박두진문학상
- 2017년 제62회 대한민국예술원상[10]

## 대표작
- 「정신과병동」 - 시인이 정신과 병동 학생 의사 시절 체험을 바탕으로 쓴 시, 정신과 병동 환자의 눈을 통해 삶의 쓸쓸함을 노래한 시. 시인 김수영이 1963년도 최고의 시라고 칭찬을 한 작품[11]
- 「바람의 말」 - 삶의 뒤안길에 대한 인식이 돋보임. 쉬운 언어로 깊이 있는 사유를 선보이는 시로 성찰적 시선과 삶에 대한 따뜻한 인식이 잘 드러나는 시
- 「파타고니아의 양」 - 2008년 현대문학상 수상작품. 지평선의 끝인 파타고니아를 배경으로 삶과 죽음의 도저한 드라마에 대한 사유를 집중적으로 전개한 작품

## 분야별 작품 목록

### 시집
- 『조용한 개선』, 1960
- 『두 번째 겨울』, 1965
- 『평균율1』(공동시집), 1968
- 『평균율2』(공동시집), 1972
- 『변경의 꽃』, 1976
- 『안 보이는 사랑의 나라』, 1980
- 『모여서 사는 것이 어디 갈대들뿐이랴』, 1986
- 『그 나라 하늘빛』, 1991
- 『이슬의 눈』, 1997
- 『마종기 시전집』, 1999
- 『새들의 꿈에서는 나무 냄새가 난다』, 2002
- 『보이는 것을 바라는 것은 희망이 아니므로』, 2004
- 『우리는 서로 부르고 있는 것일까』, 2006
- 『하늘의 맨살』, 2010

### 산문집
- 『별, 아직 끝나지 않은 기쁨』, 2003
- 『아주 사적인, 긴 만남』, 2009
- 『당신을 부르며 살았다』, 2010

## 참고자료
이 문서는 한국문학번역원 도서관 <2012 작가소개자료 제작 사업>을 통해 작성된 내용입니다.